# SmartDust
SmartDust, en català «pols intel·ligent», és una xarxa de nanosensors microelectromecànics (MEMS) interconnectats entre ells. Són dispositius capaços de detectar, temperatura, vibracions, senyals de llum o quelcom de dimensió extremadament reduïda. Contenen tecnologia de comunicació, una font d'alimentació i lògicament, sensors. El seu nom, pols intel·ligent, fa justícia al fet que busquen ser sensors de dimensions equivalents a un gra de sorra o inclús més petit.
Tal tecnologia va ser creada i començada a estudiar pel professor Kristofer Pister a la Universitat de California-Berkeley amb l'objectiu de tenir dispositius de dimensions d'un gra d'arròs capaços de retransmetre dades en temps real sobre les persones i el medi ambient. Aquest projecte es va finançar per la Fundació Nacional de Ciència i per la DARPA (Defense Advanced Research Projects Agency), la qual té bastants interessos per seguir endavant amb aquest tema.
Els dispositius Smart Dust també reben el nom de motes (terme anglès), que deriva de remote sensing (sensors remots). Cada mote, té un sistema MEMS (Micro Electro Mechanical System), sistema que integra elements mecànics, sensors (encarregats de recollir informació de l'entorn), actuadors (respon als moviments necessaris) i elements electrònics (processen la informació) en un mateix xip. El motiu d'utilitzar tecnologia MEMS per construir els Smart Dust és perquè els permet aconseguir avenços en temes de miniaturització, integració i gestió de l'energia. I és que aquesta tecnologia està formada per elements extremadament petits, de l'ordre dels micròmetres, i integrats amb circuits electrònics. A més, el cost de fabricació és realment baix gràcies al fet que es permet elaborar milions de sistemes simultàniament usant tècniques de fabricació per lots, similars com les que s'utilitzen per a circuits integrats.
Un aspecte que també cal valorar en aquests dispositius, és la seguretat. Es pot donar el cas de tenir motes que contenen informació valuosa o sensible i que per tant no ha de poder estar al accés de qualssevol persona. Per això, és important utilitzar control d'accés, encriptació de les dades i ús d'autenticació de missatges i intercanvis de clau. Tot i així, val a dir que són eines que en segons quins casos no cal aplicar-les, ja que suposaria una pèrdua de temps i energia innecessària. Lògicament el principal desafiament que apareix amb els Smart Dust és la incorporació de tot el conjunt de funcionalitats exposades anteriorment mantenint un baix consum d'energia i obtinguen així una llarga vida de duració. I tot, aconseguint tenir un dispositiu de mides extremadament reduïdes.

## Funcionament
Els dispositius Smart Dust funcionen a través d'un microcontrolador que s'encarrega de organitzar les tasques que s'han de fer i controlar els diferents components del sistema, per així, determinar en quin moment s'han d'activar o desactivar i poder tenir una bona gestió de l'energia que es consumeix.
El microcontrolador, cervell del dispositiu, cada cert temps observa si té algun emissor (un altre mote o bé l'estació base) que es vulgui comunicar amb ell a fi de rebre nous missatges de dades o programes. A més, cada cert temps el microcontrolador agafa les dades mesurades pels sensors i les emmagatzema a la memòria o realitza tasques amb elles. En funció del tipus de mote, els sensors tindran una finalitat o altra. Per exemple, com podria ser mesurar la temperatura, la llum, o substàncies més complexes de percebre que per un simple sensor.
Com es pot preveure, el tema de l'energia que consumeix aquest dispositiu és un dels punts més importants alhora de fabricar-lo. Degut a les seves reduïdes dimensions no es pot tenir unes grans bateries ni unes potents cèl·lules solars. Per això, és important que aquests dispositius operin de manera eficient. Una tècnica que implementa, és l'ús de temporitzadors. Inicialment el dispositiu roman apagat, quan un temporitzador salta, activa algun dels sensors perquè prengui mostres. Llavors és quan entra en funcionament el microcontrolador. Finalment, per aconseguir un bon estalvi energètic el dispositiu es torna a desactivar. A més, disposa d'un altre tipus de temporitzador. La seva funció és activar al dispositiu en forma de receptor per tal de poder rebre els paquets que li envien. Aquests paquets poden incloure missatges d'un altre mote o bé de l'estació base. És llavors quan s'activa el microcontrolador i interpreta el missatge. El contingut podria fer referència simplement a retransmetre el missatge cap a un altre mote
 destí, de tal manera que s'actuï com de router.

## Aplicacions
La quantitat d'aplicacions que pot arribar a tenir aquesta potent tecnologia poden arribar a ser moltes. Segurament, la majoria encara per descobrir. Algunes de les possibles aplicacions són les següents:

### Militar
Smart Dust pot donar una sèrie d'avantatges a nivell d'intel·ligència als caps militars, oferint una bona gestió i planificació militar. Gràcies a les reduïdes dimensions dels motes, dispersant-los en una zona, poden donar constantment informació d'aquell territori. Per tant, ofereix una nova visió de vigilància de forma fiable i precisa. A més, al disposar de diferents tipus de sensors, ofereix una flexibilitat d'informació en temps real sobre "el camp de batalla".

### Medicina
Apareixen una gran quantitat d'usos que es poden dur a terme en aquest àmbit, encara que la majoria d'ells són simple suposicions o possibles idees. Per exemple, pot servir de control de salut d'un pacient que estigui hospitalitzat, mitjançant la inserció d'un o diversos dispositius i així obtenir informació sobre paràmetres del seu cos com ara la pressió, temperatura, detectar tumors...

### Construcció
En la construcció són molts els aparells tecnològics i sensors que es poden arribar a utilitzar ja sigui per construir un pont o bé un edifici. Per tant, els Smart Dust poden arribar a tenir un gran ús en la construcció. Un exemple es pot trobar dispersant diversos sensors en un edifici i així poder tenir un control total de totes les parts, fins i tot aquelles inaccessibles. Per tant, ens permetria supervisar alguns aspectes com la temperatura, humitat, la corrosió de ponts i carreteres i així preveure possibles desastres.